# Charles Harrington Heisler
Charles Harrington Heisler (ur. 20 lipca 1888 w Milford, Delaware, zm. 1 listopada 1976 w Sarasota na Florydzie) – amerykański urzędnik konsularny.

## Życiorys
Syn Charles'a i Minnelii. Absolwent Central Manual Training High School w Filadelfii oraz Delaware College na University of Delaware w Newark, Delaware (1911); pracował w Pennsylvania Railroad Co., w kopalni w Nevadzie, na Victoria Railways w Australii, w kopalni Crown Mines w Johannesburgu (1914).
W 1914 wstąpił do Służby Zagranicznej USA - pełnił funkcję urzędnika w Johannesburgu (1914), wicekonsula w Kapsztadzie (1915-1921), Kownie (1921-1922), Rydze (1922, konsula od 1924), konsula w Malmö (1924-1926), Warszawie (1926-1928), Gdańsku (1928-1929), Warszawie (1929-1932), Gdańsku (1932-1933), Hamilton na Bermudach (1934-1936), Hamilton w Kanadzie (1936-1938), Tunisie (1938-1941), pracownika Departamentu Stanu (1941), konsula w Newcastle upon Tyne (1942-1946). Na emeryturę odszedł w 1949.

## Źródła
- Charles Harrington Heisler